# Clarkcomanthus mirabilis
Clarkcomanthus mirabilis is een haarster uit de familie Comatulidae.
De wetenschappelijke naam van de soort werd in 1986 gepubliceerd door Rowe, Hoggett, Birtles & Vail.